# Харамија
Харамиja или Арамија (тур. Harâmi) је турцизам у језику јужних Словена. Означава грешника пред исламским верским законом, лопова, разбојника и путујућег бандита. Половином 15. век се појављује назив харамија као и назив харамбаша. Реч харамија означава лако наоружану пешадију, код турака је цела чета вођена од неког Харамбаше била називана харамијама. Често су у српским епским песмама терминолошки мешани изрази харамија и хајдуци..

## Етимологија
Харамија, је највероватније турска реч арапског порекла, потиче из речи харам. Ако се узме реч Арамија као прото реч за Харамија, тада етимологија има изворно порекло од латинске речи Армија (пре Армата). Што би значило да је упоредо са ранијим српским изразом армија у арапском језику дошло до прихватања латинизма у војном речнику, који се код срба на крају појављује у виду турцизма Харамија или Арамија.
Армија и арамија подједнако означавају војни израз за наоружану пешадију, бригаду, пук, батаљон. Самим тим би реч Арамбаша (друга реч за Харамбашу) као турски суфикс подједнако као Четобаша означавала вођу пешадије, пука, групе до 500 наоружаних војника. Што јесте случај у српским епским песмама да се Харамбаша изједначава са Четобашом иако имају етимолошки другачију моралну симболику у култури која је под утицајем оријентализма.